# 洪赵联合县
洪赵联合县，中国旧县名。
太岳抗日根据地设。1945年由山西省洪洞、赵城二县同蒲路以西地区析置。以二县首字为名。1949年撤销，并入洪洞、赵城二县。 